# Chytridium lagenula
Chytridium lagenula är en svampart som beskrevs av A. Braun 1855. Chytridium lagenula ingår i släktet Chytridium och familjen Chytridiaceae.   Inga underarter finns listade i Catalogue of Life.